# Каменногорка (Ильинецкий район)
Каменногорка (укр. Кам'яногірка) — село в Ильинецком районе Винницкой области Украины.

## История
В мае 1995 года Кабинет министров Украины утвердил решение о приватизации находившегося здесь сахарного завода.
По переписи 2001 года население составляло 943 человека.

## Адрес местного совета
22751, Винницкая область, Иллинецкий р-н, с. Китайгород, ул. Гагарина, 1